# Commercial Union Assurance Grand Prix 1976
El Commercial Union Assurance Grand Prix 1976 és el circuit de tennis professional masculí de l'any 1976 organitzat per l'International Lawn Tennis Federation (ILTF). Fou la setena edició del circuit de tennis Grand Prix i consistia amb els torneigs de tennis reconeguts per la ILTF. Els torneigs es disputaren entre el 28 de desembre de 1975 i el 13 de desembre de 1976. Durant els quatre primers mesos de l'any no es disputava cap torneig perquè es disputava el circuit rival World Championship Tennis (de gener a principis maig).

## Calendari
Taula sobre el calendari complet dels torneigs que pertanyen a la temporada 1976 del Grand Prix. També s'inclouen els vencedors dels quadres individuals i dobles de cada torneig.
| Llegenda                  |
| ------------------------- |
| Grand Slam                |
| Grand Prix Masters        |
| Esdeveniments 5 estrelles |
| Esdeveniments 4 estrelles |
| Esdeveniments 3 estrelles |
| Esdeveniments 2 estrelles |
| Esdeveniments 1 estrella  |
| Esdeveniments per equips  |

| Data d'inici   | Torneig            | Superfície   | Guanyador/s                             | Finalista/es                            |
| -------------- | ------------------ | ------------ | --------------------------------------- | --------------------------------------- |
| 28 de desembre | Open d'Austràlia   | Gespa        | Mark Edmondson                          | John Newcombe                           |
| 28 de desembre | Open d'Austràlia   | Gespa        | John Newcombe / Tony Roche              | Ross Case / Geoff Masters               |
| 4 de maig      | Múnic              | Terra batuda | Manuel Orantes                          | Karl Meiler                             |
| 4 de maig      | Múnic              | Terra batuda | Juan Gisbert / Manuel Orantes           | Jürgen Fassbender / Hans-Jürgen Pohmann |
| 11 de maig     | Bournemouth        | Terra batuda | Wojciech Fibak                          | Manuel Orantes                          |
| 11 de maig     | Bournemouth        | Terra batuda | Wojciech Fibak / Fred McNair            | Juan Gisbert / Manuel Orantes           |
| 11 de maig     | Bournemouth        | Terra batuda | Linky Boshoff / Colin Dowdeswell        | Ilana Kloss / Byron Bertram             |
| 18 de maig     | Hamburg            | Terra batuda | Eddie Dibbs                             | Manuel Orantes                          |
| 18 de maig     | Hamburg            | Terra batuda | Fred McNair / Sherwood Stewart          | Dick Crealy / Kim Warwick               |
| 25 de maig     | Roma               | Terra batuda | Adriano Panatta                         | Guillermo Vilas                         |
| 25 de maig     | Roma               | Terra batuda | Brian Gottfried / Raúl Ramírez          | Geoff Masters / John Newcombe           |
| 25 de maig     | Düsseldorf         | Terra batuda | Björn Borg                              | Manuel Orantes                          |
| 25 de maig     | Düsseldorf         | Terra batuda | Wojciech Fibak / Karl Meiler            | Bob Carmichael / Raymond Moore          |
| 31 de maig     | Roland Garros      | Terra batuda | Adriano Panatta                         | Harold Solomon                          |
| 31 de maig     | Roland Garros      | Terra batuda | Fred McNair / Sherwood Stewart          | Brian Gottfried / Raúl Ramírez          |
| 31 de maig     | Roland Garros      | Terra batuda | Ilana Kloss / Kim Warwick               | Linky Boshoff / Colin Dowdeswell        |
| 14 de juny     | Nottingham         | Gespa        | Jimmy Connors Ilie Năstase              | No completat                            |
| 14 de juny     | Nottingham         | Gespa        | No completat                            |                                         |
| 14 de juny     | Berlín             | Terra batuda | Víctor Pecci                            | Hans-Jürgen Pohmann                     |
| 14 de juny     | Berlín             | Terra batuda | Patricio Cornejo / Julien Munoz         | Jürgen Fassbender / Hans-Jürgen Pohmann |
| 21 de juny     | Wimbledon          | Gespa        | Björn Borg                              | Ilie Năstase                            |
| 21 de juny     | Wimbledon          | Gespa        | Brian Gottfried / Raúl Ramírez          | Ross Case / Geoff Masters               |
| 21 de juny     | Wimbledon          | Gespa        | Françoise Dürr / Tony Roche             | Rosemary Casals / Dick Stockton         |
| 5 de juliol    | Bastad             | Terra batuda | Antonio Zugarelli                       | Corrado Barazzutti                      |
| 5 de juliol    | Bastad             | Terra batuda | Fred McNair / Sherwood Stewart          | Wojciech Fibak / Juan Gisbert           |
| 5 de juliol    | Gstaad             | Terra batuda | Raúl Ramírez                            | Adriano Panatta                         |
| 5 de juliol    | Gstaad             | Terra batuda | Jürgen Fassbender / Hans-Jürgen Pohmann | Paolo Bertolucci / Adriano Panatta      |
| 12 de juliol   | Cincinnati         | Terra batuda | Roscoe Tanner                           | Eddie Dibbs                             |
| 12 de juliol   | Cincinnati         | Terra batuda | Stan Smith / Erik Van Dillen            | Eddie Dibbs / Harold Solomon            |
| 12 de juliol   | Hilversum          | Terra batuda | Balázs Taróczy                          | Ricardo Cano                            |
| 12 de juliol   | Hilversum          | Terra batuda | Ricardo Cano / Belus Prajoux            | Wojciech Fibak / Balázs Taróczy         |
| 19 de juliol   | Kitzbühel          | Terra batuda | Manuel Orantes                          | Jan Kodeš                               |
| 19 de juliol   | Kitzbühel          | Terra batuda | Jiří Hřebec / Jan Kodeš                 | Jürgen Fassbender / Hans-Jürgen Pohmann |
| 26 de juliol   | Washington DC      | Terra batuda | Jimmy Connors                           | Raúl Ramírez                            |
| 26 de juliol   | Washington DC      | Terra batuda | Brian Gottfried / Raúl Ramírez          | Arthur Ashe / Jimmy Connors             |
| 2 d'agost      | Louisville         | Terra batuda | Harold Solomon                          | Wojciech Fibak                          |
| 2 d'agost      | Louisville         | Terra batuda | Byron Bertram / Pat Cramer              | Stan Smith / Erik Van Dillen            |
| 2 d'agost      | North Conway       | Terra batuda | Jimmy Connors                           | Raúl Ramírez                            |
| 2 d'agost      | North Conway       | Terra batuda | Brian Gottfried / Raúl Ramírez          | Ricardo Cano / Víctor Pecci             |
| 2 d'agost      | Columbus           | Dura         | Roscoe Tanner                           | Stan Smith                              |
| 2 d'agost      | Columbus           | Dura         | William Brown / Brian Teacher           | Fred McNair / Sherwood Stewart          |
| 9 d'agost      | Indianapolis       | Terra batuda | Jimmy Connors                           | Wojciech Fibak                          |
| 9 d'agost      | Indianapolis       | Terra batuda | Brian Gottfried / Raúl Ramírez          | Fred McNair / Sherwood Stewart          |
| 16 d'agost     | Mont-real          | Dura         | Guillermo Vilas                         | Wojciech Fibak                          |
| 16 d'agost     | Mont-real          | Dura         | Bob Hewitt / Raúl Ramírez               | Juan Gisbert / Manuel Orantes           |
| 23 d'agost     | Boston             | Terra batuda | Björn Borg                              | Harold Solomon                          |
| 23 d'agost     | Boston             | Terra batuda | Ray Ruffels / Allan Stone               | Mike Cahill / John Whitlinger           |
| 23 d'agost     | South Orange       | Terra batuda | Ilie Năstase                            | Roscoe Tanner                           |
| 23 d'agost     | South Orange       | Terra batuda | Fred McNair / Marty Riessen             | Vitas Gerulaitis / Ilie Năstase         |
| 30 d'agost     | US Open            | Terra batuda | Jimmy Connors                           | Björn Borg                              |
| 30 d'agost     | US Open            | Terra batuda | Tom Okker / Marty Riessen               | Paul Kronk / Cliff Letcher              |
| 30 d'agost     | US Open            | Terra batuda | Betty Stöve / Frew McMillan             | Billie Jean King / Ray Ruffels          |
| 13 de setembre | The Woodlands      | Dura         | Brian Gottfried / Raúl Ramírez          | Phil Dent / Allan Stone                 |
| 13 de setembre | Bermudes           | Terra batuda | Cliff Richey                            | Gene Mayer                              |
| 13 de setembre | Bermudes           | Terra batuda | Mike Cahill / John Whitlinger           | Mark Edmondson / John Marks             |
| 20 de setembre | Los Angeles        | Moqueta      | Brian Gottfried                         | Arthur Ashe                             |
| 20 de setembre | Los Angeles        | Moqueta      | Bob Lutz / Stan Smith                   | Arthur Ashe / Charlie Pasarell          |
| 27 de setembre | San Francisco      | Moqueta      | Roscoe Tanner                           | Brian Gottfried                         |
| 27 de setembre | San Francisco      | Moqueta      | Dick Stockton / Roscoe Tanner           | Brian Gottfried / Bob Hewitt            |
| 4 d'octubre    | Teheran            | Terra batuda | Manuel Orantes                          | Raúl Ramírez                            |
| 4 d'octubre    | Teheran            | Terra batuda | Wojciech Fibak / Raúl Ramírez           | Juan Gisbert / Manuel Orantes           |
| 4 d'octubre    | Maui               | Dura         | Harold Solomon                          | Bob Lutz                                |
| 4 d'octubre    | Maui               | Dura         | Raymond Moore / Allan Stone             | Dick Stockton / Roscoe Tanner           |
| 11 d'octubre   | Madrid             | Terra batuda | Manuel Orantes                          | Eddie Dibbs                             |
| 11 d'octubre   | Madrid             | Terra batuda | Wojciech Fibak / Raúl Ramírez           | Bob Hewitt / Frew McMillan              |
| 11 d'octubre   | Brisbane           | Gespa        | Mark Edmondson                          | Phil Dent                               |
| 11 d'octubre   | Brisbane           | Gespa        | Syd Ball / Kim Warwick                  | Ismail El Shafei / Brian Fairlie        |
| 18 d'octubre   | Sydney             | Dura (i)     | Geoff Masters                           | James Delaney                           |
| 18 d'octubre   | Sydney             | Dura (i)     | Ismail El Shafei / Brian Fairlie        | Syd Ball / Kim Warwick                  |
| 18 d'octubre   | Barcelona          | Terra batuda | Manuel Orantes                          | Eddie Dibbs                             |
| 18 d'octubre   | Barcelona          | Terra batuda | Brian Gottfried / Raúl Ramírez          | Bob Hewitt / Frew McMillan              |
| 25 d'octubre   | Perth              | Dura         | Ray Ruffels                             | Phil Dent                               |
| 25 d'octubre   | Perth              | Dura         | Dick Stockton / Roscoe Tanner           | Bob Carmichael / Ismail El Shafei       |
| 25 d'octubre   | París              | Dura (i)     | Eddie Dibbs                             | Jaime Fillol                            |
| 25 d'octubre   | París              | Dura (i)     | Tom Okker / Marty Riessen               | Fred McNair / Sherwood Stewart          |
| 25 d'octubre   | Viena              | Dura (i)     | Wojciech Fibak                          | Raúl Ramírez                            |
| 25 d'octubre   | Viena              | Dura (i)     | Bob Hewitt / Frew McMillan              | Brian Gottfried / Raúl Ramírez          |
| 1 de novembre  | Londres            | Moqueta      | Raúl Ramírez                            | Manuel Orantes                          |
| 1 de novembre  | Londres            | Moqueta      | David Lloyd / John Lloyd                | John Feaver / John James                |
| 1 de novembre  | Tòquio             | Terra batuda | Roscoe Tanner                           | Corrado Barazzutti                      |
| 1 de novembre  | Tòquio             | Terra batuda | Bob Carmichael / Ken Rosewall           | Ismail El Shafei / Brian Fairlie        |
| 1 de novembre  | Colònia            | Moqueta      | Jimmy Connors                           | Frew McMillan                           |
| 1 de novembre  | Colònia            | Moqueta      | Bob Hewitt / Frew McMillan              | Colin Dowdeswell / Mike Estep           |
| 8 de novembre  | Estocolm           | Dura (i)     | Mark Cox                                | Manuel Orantes                          |
| 8 de novembre  | Estocolm           | Dura (i)     | Bob Hewitt / Frew McMillan              | Tom Okker / Marty Riessen               |
| 8 de novembre  | Hong Kong          | Dura         | Ken Rosewall                            | Ilie Năstase                            |
| 8 de novembre  | Hong Kong          | Dura         | Hank Pfister / Butch Walts              | Anand Amritraj / Ilie Năstase           |
| 15 de novembre | Londres            | Moqueta      | Jimmy Connors                           | Roscoe Tanner                           |
| 15 de novembre | Londres            | Moqueta      | Stan Smith / Roscoe Tanner              | Wojciech Fibak / Brian Gottfried        |
| 15 de novembre | Manila             | Dura         | Brian Fairlie                           | Ray Ruffels                             |
| 15 de novembre | Manila             | Dura         | Ross Case / Geoff Masters               | Anand Amritraj / Corrado Barazzutti     |
| 15 de novembre | São Paulo          | Moqueta      | Guillermo Vilas                         | José Higueras                           |
| 15 de novembre | São Paulo          | Moqueta      | Lito Álvarez / Víctor Pecci             | Ricardo Cano / Belus Prajoux            |
| 22 de novembre | Johannesburg       | Dura         | Harold Solomon                          | Brian Gottfried                         |
| 22 de novembre | Johannesburg       | Dura         | Brian Gottfried / Sherwood Stewart      | Juan Gisbert / Stan Smith               |
| 22 de novembre | Johannesburg       | Dura         | Betsy Nagelsen / Bob Hewitt             | Annette du Plooy / Deon Joubert         |
| 22 de novembre | Buenos Aires       | Terra batuda | Guillermo Vilas                         | Jaime Fillol                            |
| 22 de novembre | Buenos Aires       | Terra batuda | Carlos Kirmayr / Tito Vásquez           | Ricardo Cano / Belus Prajoux            |
| 22 de novembre | Bangalore          | Terra batuda | Kim Warwick                             | Sashi Menon                             |
| 22 de novembre | Bangalore          | Terra batuda | Bob Carmichael / Ray Ruffels            | Chiraid Mukherjea / Bhanu Nunna         |
| 6 de desembre  | Houston            | Moqueta      | Manuel Orantes                          | Wojciech Fibak                          |
| 6 de desembre  | Houston            | Moqueta      | Fred McNair / Sherwood Stewart          | Brian Gottfried / Raúl Ramírez          |
| 13 de desembre | Copa Davis (Final) |              | Itàlia                                  | Xile                                    |

## Estadístiques
La següent taula mostra el nombre de títols aconseguits de forma individual (I), dobles (D) i dobles mixtes (X) aconseguits per cada tennista i també per països durant la temporada 1976. Els torneigs estan classificats segons la seva categoria dins el calendari Grand Prix 1975: Grand Slams, Grand Prix Masters, 5 estrelles, 4 estrelles, 3 estrelles i 1 o 2 estrelles. L'ordre del jugadors s'ha establert a partir del nombre total de títols i llavors segons la categoria dels títols.

### Títols per tennista
| Total | Tennista            | Grand Slam | Grand Slam | Grand Slam | Grand Prix Masters | Grand Prix Masters | Esdeveniments 5 estrelles | Esdeveniments 5 estrelles | Esdeveniments 4 estrelles | Esdeveniments 4 estrelles | Esdeveniments 3 estrelles | Esdeveniments 3 estrelles | Esdeveniments 2 estrelles | Esdeveniments 2 estrelles | Esdeveniments 1 estrella | Esdeveniments 1 estrella | Resum | Resum | Resum |
| Total | Tennista            | I          | D          | X          | I                  | D                  | I                         | D                         | I                         | D                         | I                         | D                         | I                         | D                         | I                        | D                        | I     | D     | X     |
| ----- | ------------------- | ---------- | ---------- | ---------- | ------------------ | ------------------ | ------------------------- | ------------------------- | ------------------------- | ------------------------- | ------------------------- | ------------------------- | ------------------------- | ------------------------- | ------------------------ | ------------------------ | ----- | ----- | ----- |
| 12    | Raúl Ramírez        |            | 1          |            |                    |                    |                           | 2                         |                           | 4                         | 1                         | 3                         | 1                         |                           |                          |                          | 2     | 10    | 0     |
| 9     | Brian Gottfried     |            | 1          |            |                    |                    |                           | 2                         | 1                         | 3                         |                           | 2                         |                           |                           |                          |                          | 1     | 8     | 0     |
| 7     | Jimmy Connors       | 1          |            |            |                    |                    | 1                         |                           | 2                         |                           | 2                         |                           |                           |                           | 1                        |                          | 7     | 0     | 0     |
| 7     | Manuel Orantes      |            |            |            | 1                  |                    | 1                         |                           |                           |                           | 2                         |                           | 1                         |                           | 1                        | 1                        | 6     | 1     | 0     |
| 7     | Roscoe Tanner       |            |            |            |                    |                    |                           |                           | 1                         | 2                         | 2                         |                           | 1                         |                           |                          | 1                        | 4     | 3     | 0     |
| 6     | Fred McNair         |            | 1          |            |                    | 1                  |                           |                           |                           |                           |                           | 2                         |                           | 1                         |                          | 1                        | 0     | 6     | 0     |
| 6     | Wojciech Fibak      |            |            |            |                    |                    |                           | 1                         |                           |                           |                           | 1                         | 1                         | 2                         | 1                        |                          | 2     | 4     | 0     |
| 5     | Sherwood Stewart    |            | 1          |            |                    | 1                  |                           | 1                         |                           |                           |                           | 2                         |                           |                           |                          |                          | 0     | 5     | 0     |
| 5     | Bob Hewitt          |            |            |            |                    |                    |                           | 2(*)                      |                           | 1                         |                           |                           |                           |                           |                          | 2                        | 0     | 4     | 1     |
| 4     | Frew McMillan       |            |            | 1          |                    |                    |                           | 1                         |                           |                           |                           |                           |                           |                           |                          | 2                        | 0     | 3     | 1     |
| 3     | Björn Borg          | 1          |            |            |                    |                    |                           |                           | 1                         |                           |                           |                           | 1                         |                           |                          |                          | 3     | 0     | 0     |
| 3     | Marty Riessen       |            | 1          |            |                    |                    |                           |                           |                           |                           |                           |                           |                           |                           |                          | 2                        | 0     | 3     | 0     |
| 3     | Kim Warwick         |            |            | 1          |                    |                    |                           |                           |                           |                           |                           |                           |                           |                           | 1                        | 1                        | 1     | 1     | 1     |
| 3     | Harold Solomon      |            |            |            |                    |                    | 1                         |                           | 1                         |                           | 1                         |                           |                           |                           |                          |                          | 3     | 0     | 0     |
| 3     | Stan Smith          |            |            |            |                    |                    |                           |                           |                           | 2                         |                           | 1                         |                           |                           |                          |                          | 0     | 3     | 0     |
| 3     | Guillermo Vilas     |            |            |            |                    |                    |                           |                           | 1                         |                           |                           |                           | 1                         |                           | 1                        |                          | 3     | 0     | 0     |
| 3     | Ray Ruffels         |            |            |            |                    |                    |                           |                           |                           | 1                         |                           |                           |                           |                           | 1                        | 1                        | 1     | 2     | 0     |
| 2     | Tony Roche          |            | 1          | 1          |                    |                    |                           |                           |                           |                           |                           |                           |                           |                           |                          |                          | 0     | 1     | 1     |
| 2     | Adriano Panatta     | 1          |            |            |                    |                    |                           |                           | 1                         |                           |                           |                           |                           |                           |                          |                          | 2     | 0     | 0     |
| 2     | Mark Edmondson      | 1          |            |            |                    |                    |                           |                           |                           |                           |                           |                           |                           |                           | 1                        |                          | 2     | 0     | 0     |
| 2     | Tom Okker           |            | 1          |            |                    |                    |                           |                           |                           |                           |                           |                           |                           |                           |                          | 1                        | 0     | 2     | 0     |
| 2     | Allan Stone         |            |            |            |                    |                    |                           |                           |                           | 1                         |                           | 1                         |                           |                           |                          |                          | 0     | 2     | 0     |
| 2     | Geoff Masters       |            |            |            |                    |                    |                           |                           | 1                         |                           |                           |                           |                           | 1                         |                          |                          | 1     | 1     | 0     |
| 2     | Brian Fairlie       |            |            |            |                    |                    |                           |                           |                           | 1                         |                           |                           | 1                         |                           |                          |                          | 1     | 1     | 0     |
| 2     | Dick Stockton       |            |            |            |                    |                    |                           |                           |                           | 1                         |                           |                           |                           |                           |                          | 1                        | 0     | 2     | 0     |
| 2     | Ken Rosewall        |            |            |            |                    |                    |                           |                           |                           |                           |                           | 1                         | 1                         |                           |                          |                          | 1     | 1     | 0     |
| 2     | Eddie Dibbs         |            |            |            |                    |                    |                           |                           |                           |                           | 1                         |                           |                           |                           | 1                        |                          | 2     | 0     | 0     |
| 2     | Ilie Năstase        |            |            |            |                    |                    |                           |                           |                           |                           | 1                         |                           |                           |                           | 1                        |                          | 2     | 0     | 0     |
| 2     | Bob Carmichael      |            |            |            |                    |                    |                           |                           |                           |                           |                           | 1                         |                           |                           |                          | 1                        | 0     | 2     | 0     |
| 2     | Víctor Pecci        |            |            |            |                    |                    |                           |                           |                           |                           |                           |                           |                           |                           | 1                        | 1                        | 1     | 1     | 0     |
| 1     | John Newcombe       |            | 1          |            |                    |                    |                           |                           |                           |                           |                           |                           |                           |                           |                          |                          | 0     | 1     | 0     |
| 1     | Mark Cox            |            |            |            |                    |                    | 1                         |                           |                           |                           |                           |                           |                           |                           |                          |                          | 1     | 0     | 0     |
| 1     | Byron Bertram       |            |            |            |                    |                    |                           |                           |                           | 1                         |                           |                           |                           |                           |                          |                          | 0     | 1     | 0     |
| 1     | Pat Cramer          |            |            |            |                    |                    |                           |                           |                           | 1                         |                           |                           |                           |                           |                          |                          | 0     | 1     | 0     |
| 1     | Ismail El Shafei    |            |            |            |                    |                    |                           |                           |                           | 1                         |                           |                           |                           |                           |                          |                          | 0     | 1     | 0     |
| 1     | Bob Lutz            |            |            |            |                    |                    |                           |                           |                           | 1                         |                           |                           |                           |                           |                          |                          | 0     | 1     | 0     |
| 1     | Antonio Zugarelli   |            |            |            |                    |                    |                           |                           |                           |                           | 1                         |                           |                           |                           |                          |                          | 1     | 0     | 0     |
| 1     | David Lloyd         |            |            |            |                    |                    |                           |                           |                           |                           |                           | 1                         |                           |                           |                          |                          | 0     | 1     | 0     |
| 1     | John Lloyd          |            |            |            |                    |                    |                           |                           |                           |                           |                           | 1                         |                           |                           |                          |                          | 0     | 1     | 0     |
| 1     | Raymond Moore       |            |            |            |                    |                    |                           |                           |                           |                           |                           | 1                         |                           |                           |                          |                          | 0     | 1     | 0     |
| 1     | Erik Van Dillen     |            |            |            |                    |                    |                           |                           |                           |                           |                           | 1                         |                           |                           |                          |                          | 0     | 1     | 0     |
| 1     | William Brown       |            |            |            |                    |                    |                           |                           |                           |                           |                           |                           |                           | 1                         |                          |                          | 0     | 1     | 0     |
| 1     | Ross Case           |            |            |            |                    |                    |                           |                           |                           |                           |                           |                           |                           | 1                         |                          |                          | 0     | 1     | 0     |
| 1     | Jürgen Fassbender   |            |            |            |                    |                    |                           |                           |                           |                           |                           |                           |                           | 1                         |                          |                          | 0     | 1     | 0     |
| 1     | Jiří Hřebec         |            |            |            |                    |                    |                           |                           |                           |                           |                           |                           |                           | 1                         |                          |                          | 0     | 1     | 0     |
| 1     | Carlos Kirmayr      |            |            |            |                    |                    |                           |                           |                           |                           |                           |                           |                           | 1                         |                          |                          | 0     | 1     | 0     |
| 1     | Jan Kodeš           |            |            |            |                    |                    |                           |                           |                           |                           |                           |                           |                           | 1                         |                          |                          | 0     | 1     | 0     |
| 1     | Karl Meiler         |            |            |            |                    |                    |                           |                           |                           |                           |                           |                           |                           | 1                         |                          |                          | 0     | 1     | 0     |
| 1     | Hank Pfister        |            |            |            |                    |                    |                           |                           |                           |                           |                           |                           |                           | 1                         |                          |                          | 0     | 1     | 0     |
| 1     | Hans-Jürgen Pohmann |            |            |            |                    |                    |                           |                           |                           |                           |                           |                           |                           | 1                         |                          |                          | 0     | 1     | 0     |
| 1     | Brian Teacher       |            |            |            |                    |                    |                           |                           |                           |                           |                           |                           |                           | 1                         |                          |                          | 0     | 1     | 0     |
| 1     | Tito Vásquez        |            |            |            |                    |                    |                           |                           |                           |                           |                           |                           |                           | 1                         |                          |                          | 0     | 1     | 0     |
| 1     | Butch Walts         |            |            |            |                    |                    |                           |                           |                           |                           |                           |                           |                           | 1                         |                          |                          | 0     | 1     | 0     |
| 1     | Colin Dowdeswell    |            |            |            |                    |                    |                           |                           |                           |                           |                           |                           |                           | 1(*)                      |                          |                          | 0     | 0     | 1     |
| 1     | Cliff Richey        |            |            |            |                    |                    |                           |                           |                           |                           |                           |                           |                           |                           | 1                        |                          | 1     | 0     | 0     |
| 1     | Balázs Taróczy      |            |            |            |                    |                    |                           |                           |                           |                           |                           |                           |                           |                           | 1                        |                          | 1     | 0     | 0     |
| 1     | Lito Álvarez        |            |            |            |                    |                    |                           |                           |                           |                           |                           |                           |                           |                           |                          | 1                        | 0     | 1     | 0     |
| 1     | Syd Ball            |            |            |            |                    |                    |                           |                           |                           |                           |                           |                           |                           |                           |                          | 1                        | 0     | 1     | 0     |
| 1     | Mike Cahill         |            |            |            |                    |                    |                           |                           |                           |                           |                           |                           |                           |                           |                          | 1                        | 0     | 1     | 0     |
| 1     | Ricardo Cano        |            |            |            |                    |                    |                           |                           |                           |                           |                           |                           |                           |                           |                          | 1                        | 0     | 1     | 0     |
| 1     | Patricio Cornejo    |            |            |            |                    |                    |                           |                           |                           |                           |                           |                           |                           |                           |                          | 1                        | 0     | 1     | 0     |
| 1     | Juan Gisbert        |            |            |            |                    |                    |                           |                           |                           |                           |                           |                           |                           |                           |                          | 1                        | 0     | 1     | 0     |
| 1     | Julien Munoz        |            |            |            |                    |                    |                           |                           |                           |                           |                           |                           |                           |                           |                          | 1                        | 0     | 1     | 0     |
| 1     | Belus Prajoux       |            |            |            |                    |                    |                           |                           |                           |                           |                           |                           |                           |                           |                          | 1                        | 0     | 1     | 0     |
| 1     | John Whitlinger     |            |            |            |                    |                    |                           |                           |                           |                           |                           |                           |                           |                           |                          | 1                        | 0     | 1     | 0     |

### Títols per país
| Total | País                | Grand Slam | Grand Slam | Grand Slam | Grand Prix Masters | Grand Prix Masters | Esdeveniments 5 estrelles | Esdeveniments 5 estrelles | Esdeveniments 4 estrelles | Esdeveniments 4 estrelles | Esdeveniments 3 estrelles | Esdeveniments 3 estrelles | Esdeveniments 2 estrelles | Esdeveniments 2 estrelles | Esdeveniments 1 estrella | Esdeveniments 1 estrella | Resum | Resum | Resum |
| Total | País                | I          | D          | X          | I                  | D                  | I                         | D                         | I                         | D                         | I                         | D                         | I                         | D                         | I                        | D                        | I     | D     | X     |
| ----- | ------------------- | ---------- | ---------- | ---------- | ------------------ | ------------------ | ------------------------- | ------------------------- | ------------------------- | ------------------------- | ------------------------- | ------------------------- | ------------------------- | ------------------------- | ------------------------ | ------------------------ | ----- | ----- | ----- |
| 41    | Estats Units        | 1          | 3          |            |                    | 1                  | 2                         | 2                         | 5                         | 6                         | 6                         | 5                         | 1                         | 3                         | 3                        | 3                        | 18    | 23    | 0     |
| 16    | Austràlia           | 1          | 1          | 2          |                    |                    |                           |                           | 1                         | 1                         |                           | 2                         | 1                         | 1                         | 3                        | 3                        | 6     | 8     | 2     |
| 12    | Mèxic               |            | 1          |            |                    |                    |                           | 2                         |                           | 4                         | 1                         | 3                         | 1                         |                           |                          |                          | 2     | 10    | 0     |
| 8     | Sud-àfrica          |            |            | 1          |                    |                    |                           | 2(*)                      |                           | 2                         |                           | 1                         |                           |                           |                          | 2                        | 0     | 6     | 2     |
| 7     | Espanya             |            |            |            | 1                  |                    | 1                         |                           |                           |                           | 2                         |                           | 1                         |                           | 1                        | 1                        | 6     | 1     | 0     |
| 6     | Polònia             |            |            |            |                    |                    |                           | 1                         |                           |                           |                           | 1                         | 1                         | 2                         | 1                        |                          | 2     | 4     | 0     |
| 6     | Argentina           |            |            |            |                    |                    |                           |                           | 1                         |                           |                           |                           | 1                         | 1                         | 1                        | 2                        | 3     | 3     | 0     |
| 3     | Itàlia              | 1          |            |            |                    |                    |                           |                           | 1                         |                           | 1                         |                           |                           |                           |                          |                          | 3     | 0     | 0     |
| 3     | Suècia              | 1          |            |            |                    |                    |                           |                           | 1                         |                           |                           |                           | 1                         |                           |                          |                          | 3     | 0     | 0     |
| 2     | Països Baixos       |            | 1          |            |                    |                    |                           |                           |                           |                           |                           |                           |                           |                           |                          | 1                        | 0     | 2     | 0     |
| 2     | Regne Unit          |            |            |            |                    |                    | 1                         |                           |                           |                           |                           | 1                         |                           |                           |                          |                          | 1     | 1     | 0     |
| 2     | Nova Zelanda        |            |            |            |                    |                    |                           |                           |                           | 1                         |                           |                           | 1                         |                           |                          |                          | 1     | 1     | 0     |
| 2     | Romania             |            |            |            |                    |                    |                           |                           |                           |                           | 1                         |                           |                           |                           | 1                        |                          | 2     | 0     | 0     |
| 2     | Alemanya Occidental |            |            |            |                    |                    |                           |                           |                           |                           |                           |                           |                           | 2                         |                          |                          | 0     | 2     | 0     |
| 2     | Paraguai            |            |            |            |                    |                    |                           |                           |                           |                           |                           |                           |                           |                           | 1                        | 1                        | 1     | 1     | 0     |
| 2     | Xile                |            |            |            |                    |                    |                           |                           |                           |                           |                           |                           |                           |                           |                          | 2                        | 0     | 2     | 0     |
| 1     | Egipte              |            |            |            |                    |                    |                           |                           |                           | 1                         |                           |                           |                           |                           |                          |                          | 0     | 1     | 0     |
| 1     | Txecoslovàquia      |            |            |            |                    |                    |                           |                           |                           |                           |                           |                           |                           | 1                         |                          |                          | 0     | 1     | 0     |
| 1     | Rhodesia            |            |            |            |                    |                    |                           |                           |                           |                           |                           |                           |                           | 1(*)                      |                          |                          | 0     | 0     | 1     |
| 1     | Hongria             |            |            |            |                    |                    |                           |                           |                           |                           |                           |                           |                           |                           | 1                        |                          | 1     | 0     | 0     |
| 1     | França              |            |            |            |                    |                    |                           |                           |                           |                           |                           |                           |                           |                           |                          | 1                        | 0     | 1     | 0     |

## Rànquings

### Individual
| Rànquing individual ATP 1976 | Rànquing individual ATP 1976 | Rànquing individual ATP 1976 | Rànquing individual ATP 1976 | Rànquing individual ATP 1976 | Rànquing individual ATP 1976 |
| Pos.                         | Tennista                     | Punts                        | Torneigs                     | Ant.                         | Mov.                         |
| ---------------------------- | ---------------------------- | ---------------------------- | ---------------------------- | ---------------------------- | ---------------------------- |
| 1                            | Jimmy Connors                |                              |                              | 1                            | =                            |
| 2                            | Björn Borg                   |                              |                              | 3                            | 1                            |
| 3                            | Ilie Năstase                 |                              |                              | 7                            | 4                            |
| 4                            | Manuel Orantes               |                              |                              | 5                            | 1                            |
| 5                            | Raúl Ramírez                 |                              |                              | 13                           | 8                            |
| 6                            | Guillermo Vilas              |                              |                              | 3                            | 3                            |
| 7                            | Adriano Panatta              |                              |                              | 14                           | 7                            |
| 8                            | Harold Solomon               |                              |                              | 17                           | 9                            |
| 9                            | Eddie Dibbs                  |                              |                              | 18                           | 9                            |
| 10                           | Brian Gottfried              |                              |                              | 23                           | 13                           |
| 11                           | Roscoe Tanner                |                              |                              | 9                            | 2                            |
| 12                           | Arthur Ashe                  |                              |                              | 4                            | 8                            |
| 13                           | Ken Rosewall                 |                              |                              | 6                            | 7                            |
| 14                           | Wojtek Fibak                 |                              |                              | 58                           | 44                           |
| 15                           | Dick Stockton                |                              |                              | 30                           | 15                           |
| 16                           | Stan Smith                   |                              |                              | 21                           | 5                            |
| 17                           | Mark Cox                     |                              |                              | 21                           | 4                            |
| 18                           | Vitas Gerulaitis             |                              |                              | 15                           | 3                            |
| 19                           | Jan Kodes                    |                              |                              | 19                           | =                            |
| 20                           | Robert Lutz                  |                              |                              | 22                           | 2                            |

## Distribució de punts
| Categoria                 | G   | F   | SF | QF | R16 | R32 | R64 |
| Grand Slam                | 160 | 120 | 80 | 40 | 20  | 10  | 5   |
| Esdeveniments 5 estrelles | 120 | 90  | 60 | 30 | 15  | 7   | 1   |
| Esdeveniments 4 estrelles | 100 | 75  | 50 | 25 | 12  | 6   | −   |
| Esdeveniments 3 estrelles | 80  | 60  | 40 | 20 | 10  | 5   | −   |
| Esdeveniments 2 estrelles | 60  | 45  | 30 | 15 | 7   | 3   | −   |
| Esdeveniments 1 estrella  | 40  | 30  | 20 | 10 | 5   | −   | −   |